# Beat Sutter
Beat Sutter (Gelterkinden, 12 december 1962) is een voormalig profvoetballer uit Zwitserland, die als centrale aanvaller speelde. Hij beëindigde zijn actieve loopbaan in 1996 bij FC St. Gallen.

## Clubcarrière
Sutter speelde achtereenvolgens voor FC Basel, Neuchâtel Xamax, SC Freiburg, Yverdon-Sport en FC St. Gallen. Met Neuchâtel Xamax won hij tweemaal de Zwitserse landstitel.

## Interlandcarrière
Sutter kwam in totaal 61 keer uit voor de nationale ploeg van Zwitserland in de periode 1983–1994 en scoorde dertien keer voor zijn vaderland. Onder leiding van bondscoach Paul Wolfisberg maakte hij zijn debuut op 7 september 1983 in de vriendschappelijke wedstrijd tegen Tsjecho-Slowakije (0-0) in Neuchâtel, net als Philippe Perret (Neuchâtel Xamax FC). Hij viel na 75 minuten in voor Claudio Sulser.

## Erelijst
Neuchâtel Xamax
- Axpo Super League

1987, 1988